# Houseboat
Houseboat, in Nederland uitgebracht onder de titel 'n Droomschip van een woonschip, is een film uit 1958 onder regie van Melville Shavelson. Hij werd genomineerd voor twee Oscars en kreeg een Golden Globe-nominatie.
Cary Grant en Sophia Loren spelen de hoofdrollen. Zij hadden elkaar al ontmoet op de set van The Pride and the Passion (1957). Tijdens het maken van die film, kregen ze een verhouding, ondanks dat Grant getrouwd was met Betsy Drake. Drake schreef mee aan de film en was om die reden vaak op de set. Dit zorgde voor conflicten. Loren zou uiteindelijk tijdens het maken van de film trouwen met producent Carlo Ponti.

## Verhaal
Tom Winters is een weduwnaar. Na de dood van zijn vrouw moet hij naast zijn rol als kostwinner ook de huishoudelijke rol op zich moeten nemen. Tom weet zich hier absoluut geen raad mee en is sinds de dood van zijn vrouw ook vervreemd van zijn twee zoons en dochter. Zij vinden hun vader ook maar een vreemdeling en verblijven liever bij hun tante Carolyn.
Tom besluit de kinderen mee te nemen naar zijn kleine appartement in Washington, waar de kinderen hun vader vanuit een nog slechter daglicht beginnen te zien. De jongste zoon Robert besluit er tijdens een bezoek aan een concert vandoor te gaan. Op een feest vlak bij het concert ontmoet de achtjarige Robert de aantrekkelijke Cinzia Zaccardi. Hij klampt zich letterlijk aan haar vast en zij weet niet hoe ze met hem om moet gaan. Cinzia's vader is een kille dirigent die er geen vertrouwen in heeft dat Cinzia het zal gaan redden zonder het zakgeld van hem.
Als Cinzia Robert terug naar zijn gezin brengt, krijgt ze onmiddellijk een band met de kinderen. Zij staan erop dat Cinzia de kinderoppas wordt. Tom reageert terughoudend, maar besluit na het doordrammen van de kinderen haar de baan aan te bieden. Cinzia wijst deze in eerste instantie af, maar keert terug na onenigheid met haar vader.
Tom besluit hun huis op wielen te zetten zodat hij dit kan verplaatsen. Bij een botsing met een trein wordt het huis verwoest. De Winters zijn nu dakloos en vinden noodgedwongen onderdak in een wrakke woonboot. Hoewel Cinzia door haar gebrek aan ervaring verschrikkelijk in het huishouden blijkt te zijn, beginnen de kinderen haar als hun nieuwe moeder te zien.
Nadat ze de boot opknappen, beginnen ze er gelukkig te worden. Ook de serieuze Tom begint te vallen voor de charmes van Cinzia, die nog altijd kritiek op zijn rol als vader heeft.

## Rolverdeling
| Acteur            | Personage                 |
| ----------------- | ------------------------- |
| Cary Grant        | Tom Winters               |
| Sophia Loren      | Cinzia Zaccardi           |
| Paul Petersen     | David Winters             |
| Mimi Gibson       | Elizabeth Winters         |
| Charles Herbert   | Robert Winters            |
| Martha Hyer       | Carolyn Gibson            |
| Harry Guardino    | Angelo Donatello          |
| Eduardo Ciannelli | Arturo Zaccardi           |
| Murray Hamilton   | Kapitein Alan Wilson      |
| Madge Kennedy     | Mevrouw Farnsworth        |
| John Litel        | Meneer William Farnsworth |
| Werner Klemperer  | Harold Messner            |